# Ifjord
Ifjord – wieś w Norwegii w gminie Lebesby w Finnmark. Leży nad Ifjorden, który jest bocznym odgałęzieniem Laksefjorden. W 2011 roku miała 19 mieszkańców.
Miejscowość znajduje się przy ujściu rzeki Ifjordelva (płn-saam. Iddjavuonjohka) do fiordu.